# Континентальная кора

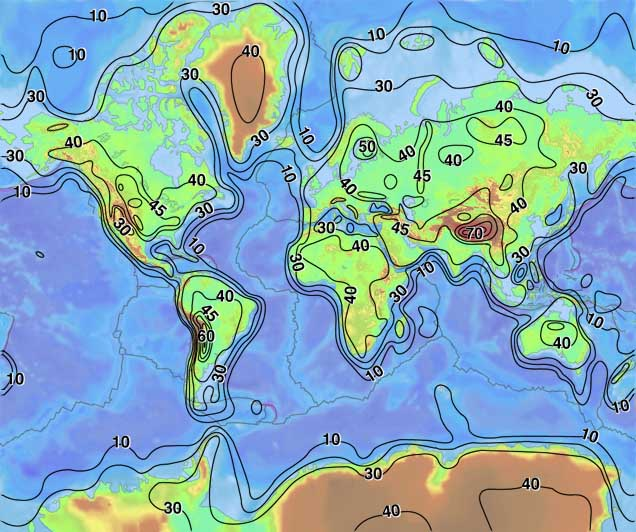
Толщина земной коры в км

Континента́льная кора́ или материко́вая кора́ — земная кора континентов, которая состоит из осадочного, гранитного и гранулит-базальтового пластов. Средняя мощность 35—45 км, максимальная — до 75 км (под горными массивами). Противопоставляется океанической коре, которая отлична по строению и составу. Континентальная кора покрывает около 40 % поверхности земного шара, по объёму составляет около 70 % от всей земной коры.

## Строение
Континентальная кора имеет трёхслойное строение. Верхний слой представлен прерывистым покровом осадочных пород, который развит широко, но редко имеет большую мощность. Большая часть коры сложена верхней корой — слоем, состоящим главным образом из гранитов и гнейсов, обладающим низкой плотностью и древней историей. Исследования показывают, что большая часть этих пород образовались очень давно, около 3 миллиардов лет назад. Ниже находится нижняя кора, состоящая из метаморфических пород — гранулитов и им подобных.

## Возраст
Континентальная кора в целом значительно старше океанической коры, возраст которой не превышает 200 млн лет. Около 7 % континентальной коры старше 2,5 млрд лет, а некоторые образцы минералов имеют возраст от 4,0 до 4,4 млрд лет.